# Gastrochilus yunnanensis
Gastrochilus yunnanensis är en orkidéart som beskrevs av Rudolf Schlechter. Gastrochilus yunnanensis ingår i släktet Gastrochilus och familjen orkidéer. Inga underarter finns listade i Catalogue of Life.